# فان ايريشوت
فان ايريشوت (بالفرنسية: Yvan Erichot)‏ (25 مارس 1990 في فرنسا - ) هو لاعب كرة قدم فرنسي في مركز الدفاع. شارك مع منتخب فرنسا تحت 17 سنة لكرة القدم. أما مع النوادي، فقد لعب مع نادي سينت ترويدن ونادي كليرمونت 63 ونادي موناكو ويو دي ليريا.

## وصلات خارجية
- فان ايريشوت على موقع رابطة كرة القدم الفرنسية للمحترفين (الإنجليزية)
- فان ايريشوت على موقع قاعدة بيانات كرة القدم.إي يو (الإنجليزية)
- فان ايريشوت على موقع ليكيب (الفرنسية)
- فان ايريشوت على موقع Soccerway.com (الإنجليزية)